# Chiesa abbaziale di San Michele Arcangelo
La chiesa abbaziale di San Michele Arcangelo, anche nota semplicemente come chiesa di San Michele, è la parrocchiale e principale luogo di culto di Poggio Renatico in provincia di Ferrara. Appartiene al vicariato di Galliera dell'arcidiocesi di Bologna e la sua storia inizia nel XIV secolo anche se l'edificio recente è del XX secolo.

## Storia

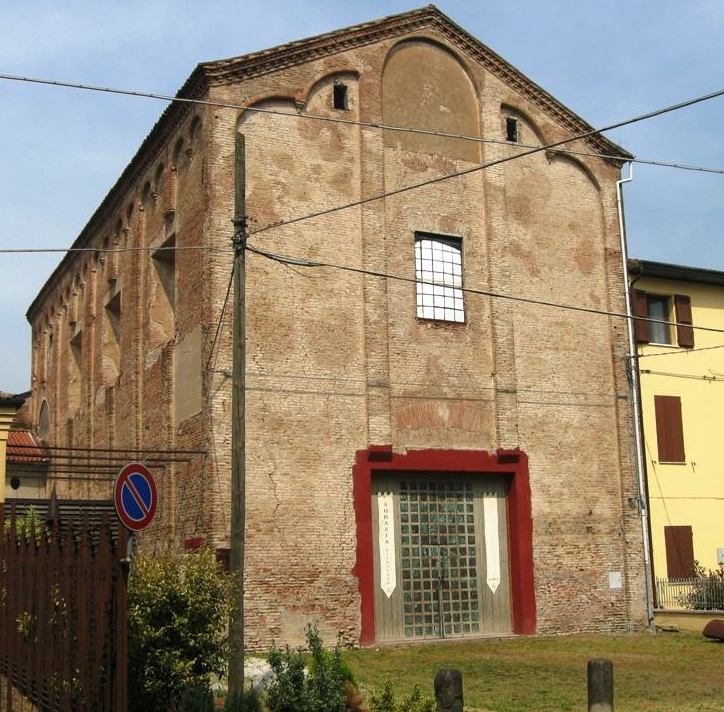
Antico edificio della primitiva abbazia prima del terremoto dell'Emilia del 2012.

Il primitivo edificio con dedicazione ai Santi Pietro e Paolo a Poggio Renatico risale al XII secolo ma è solo a partire dal XIV secolo che fu costruita la chiesa con dedicazione a San Michele Arcangelo. Dopo essere caduta in degrado ed essere stata utilizzata anche per altri scopi non legati al culto venne edificata, a partire dal 1902, la nuova chiesa abbaziale.
La posa della prima pietra del nuovo luogo di culto avvenne il 1º Giugno 1902 e il sito individuato fu l'area sino ad allora utilizzata come parco del castello Lambertini. Il progetto fu affidato a Luigi Gulli. Dopo alcune brevi interruzioni nei lavori del cantiere verso il 1907 la chiesa fu quasi completata nelle sue strutture principali e fu possibile aprirla ai fedeli.
Dopo la prima guerra mondiale fu edificata la canonica e, nel secondo dopoguerra del XX secolo fu necessario sostituire le ampie vetrate, che vennero affidate alle cure del pittore ostellatese Antonio Maria Nardi. Sempre in quegli anni venne completata la torre campanaria.
Nella seconda metà del secolo accanto all'edificio principale fu eretta la cappella dedicata alla Madonna di Lourdes. Nel primo decennio del XXI furono realizzati vari interventi di restauro ma il terremoto dell'Emilia del 2012 danneggiò in modo grave l'abbazia causandone un crollo parziale: Fu necessario anche abbattere il campanile, troppo compromesso per poter essere restaurato.

## Descrizione

### Esterno
La chiesa si trova al centro dell'abitato di Poggio Renatico e si presenta di grandi dimensioni. Il prospetto principale tripartito anticipa la struttura interna, con parte centrale e parti laterali, rifinite in cotto a vista. Lo stile è neogotico. Il portale principale architravato è protetto da un protiro retto da due colonne ed è arricchito da una lunetta con mosaico raffigurante Cristo benedicente, dono di papa Pio X.

### Interno
La chiesa è a croce latina e all'interno presenta tre navate. La parte absidale ha pianta ottagonale. La vetrata centrale raffigura il titolare San Michele che con il piede schiaccia il demonio.